# Pyramimonadales
Pyramimonadales é uma ordem de algas verdes da divisão Chlorophyta.

## Sistemática
A ordem Pyramimonadales inclui as seguintes famílias e géneros:
- Família Polyblepharidaceae Dangeard 1888
  - Género Amphoraemonas Szabados 1948
  - Género Chloraster Ehrenberg 1848 non Haworth 1824
  - Género Gyromitus Skuja 1939
  - Género Korschikoffia Pascher 1927
  - Género Polyblepharides Dangeard 1888
  - Género Printziella Skvortzov 1958
  - Género Stephanoptera Dangeard 1910
  - Género Sycamina van Tieghem 1880
- Família Pterospermataceae Lohmann 1904
  - Género Polyasterias Meunier 1910
  - Género Pterosperma Pouchet 1893
- Família Pyramimonadaceae Korshikov 1938 (= Halosphaeraceae Haeckel 1894)
  - Género Angulomonas Skvortzov 1968
  - Género Coccopterum Silva 1970
  - Género Cymbomonas Schiller 1913
  - Género Halosphaera Schmitz 1879
  - Género Kuzminia Skvortzov 1958
  - Género Pocillomonas Steinecke 1926
  - Género Prasinochloris Belcher 1966
  - Género Protoaceromonas Skvortzov 1968
  - Género Protochroomonas Skvortzov 1968
  - Género Pyramimonas Schmarda 1849
  - Género Tasmanites E.T.Newton
  - Género Trichloridella Silva 1970